# 根叶刺蕨
根叶刺蕨（学名：Bolbitis rhizophylla）为鳞毛蕨科实蕨属下的一个种。